# کاتسویوکی ماتسوشیما
کاتسویوکی ماتسوشیما (انگلیسی: Katsuyuki Matsushima؛ زادهٔ ۱۱ اکتبر ۱۹۶۶) بوکسور اهل ژاپن بود.